# التعويض عن فقدان الشغل بالمغرب
التعويض عن فقدان الشغل هو برنامج ترعاه الحكومة بالمغرب من أجل مرافقة الأُجراء الذين فقدوا عملهم بشكل لا إرادي وانخرطوا في بحث جدي عن عمل جديد، حيث يضمن لهم تعويضا لفترة يمكن أن تصل إلى 6 أشهر. الصندوق الوطني للضمان الاجتماعي هو المكلّف بمتابعة هذا البرنامج وإنقاذه.
منذ انطلاق هذا البرنامج، استفاد منه أكثر من 77.000 شخص، و وصلت قيمة التعويضات إلى حوالي 100 مليون دولار.

## تفاصيل التعويض

### شروط الإستفادة
من أجل الاستفادة من هذا التعويض، يجب على الأجير الذي فقد عمله في ظروف خارجة عن إرادته أن يتوفر على فترة تأمين لا تقل عن 780 يوما خلال الستة وثلاثين شهرا السابقة لفقدان العمل، منها 260 يوما خلال الإثني عشر شهرا السابقة لتاريخ فقدان العمل، إضافة إلى أنه يجب أن يكون مسجلا كطالب للشغل لدى الوكالة الوطنية لإنعاش التشغيل والكفاءات (أنابيك).

### مبلغ التعويض
يبلغ الشهري للتعويض يساوي 70 في المائة من الأجر المرجعي (متوسط الأجور الشهرية المصرح بها خلال 36 شهراً الأخيرة) دون تجاوز الحد الأدنى للأجر المعمول به.

### مدة التعويض
يشمل صرف هذا التعويض مدة أقصاها ستة أشهر ابتداء من اليوم الموالي لتاريخ الانقطاع عن العمل.
في حالة استئناف عمل مأجور، يتم إيقاف صرف التعويض.